# Kolde puiestee
Le boulevard Kolde (estonien : Kolde puiestee) est une rue de Tallinn en Estonie.

## Présentation
Kolde puistee traverse les quartiers de Pelgulinn, Merimetsa et Pelguranna de l'Arrondissement de Tallinn-Nord. 
Kolde puistee commence comme une impasse (anciennement rue Heina ), et se termine à l'intersection avec la rue Pelguranna tänav à la rive de Stroom . 
Le boulevard Kolde mesure 1,87 km de long.

## Lieux et monuments de la rue

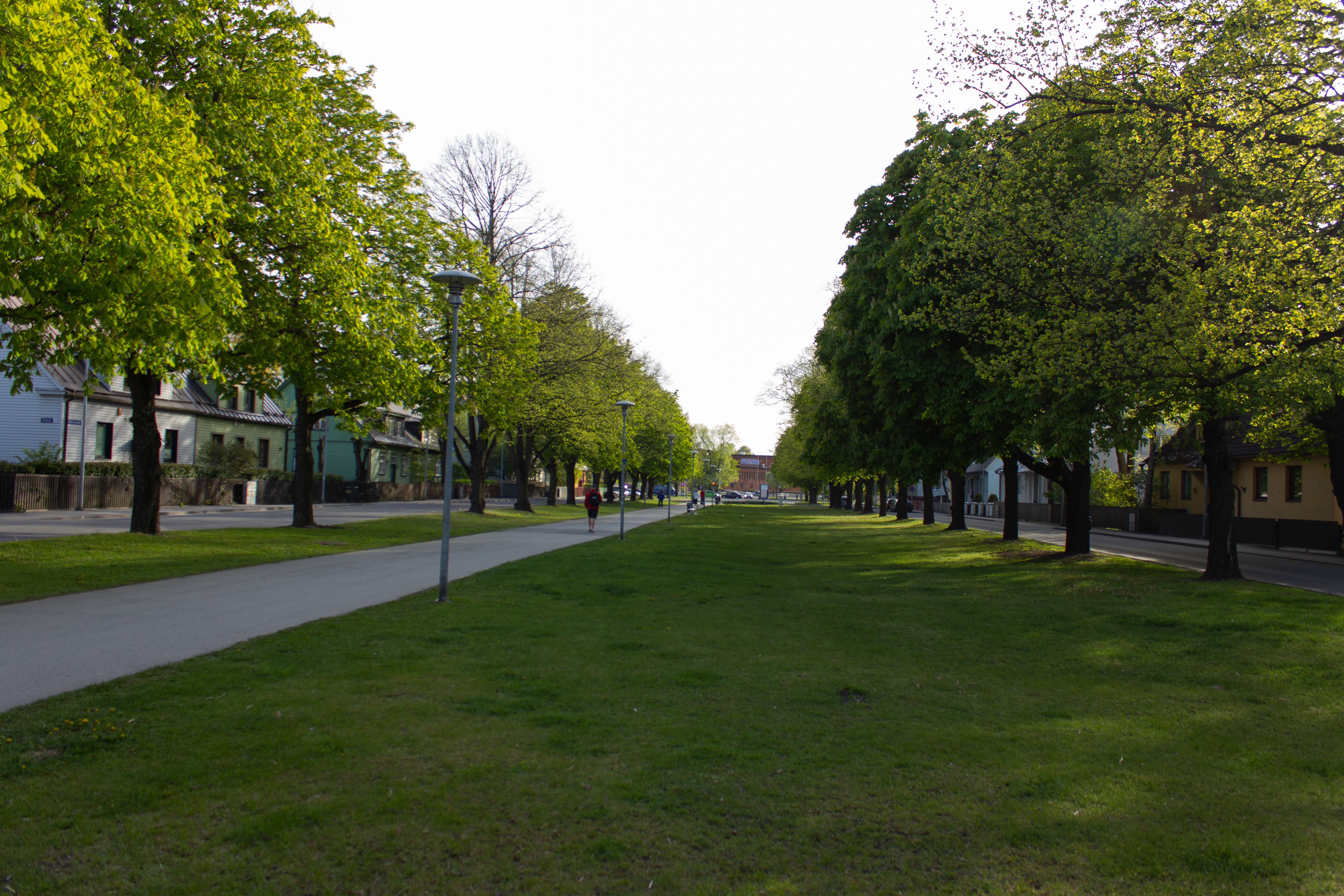
Boulevard Kolde.
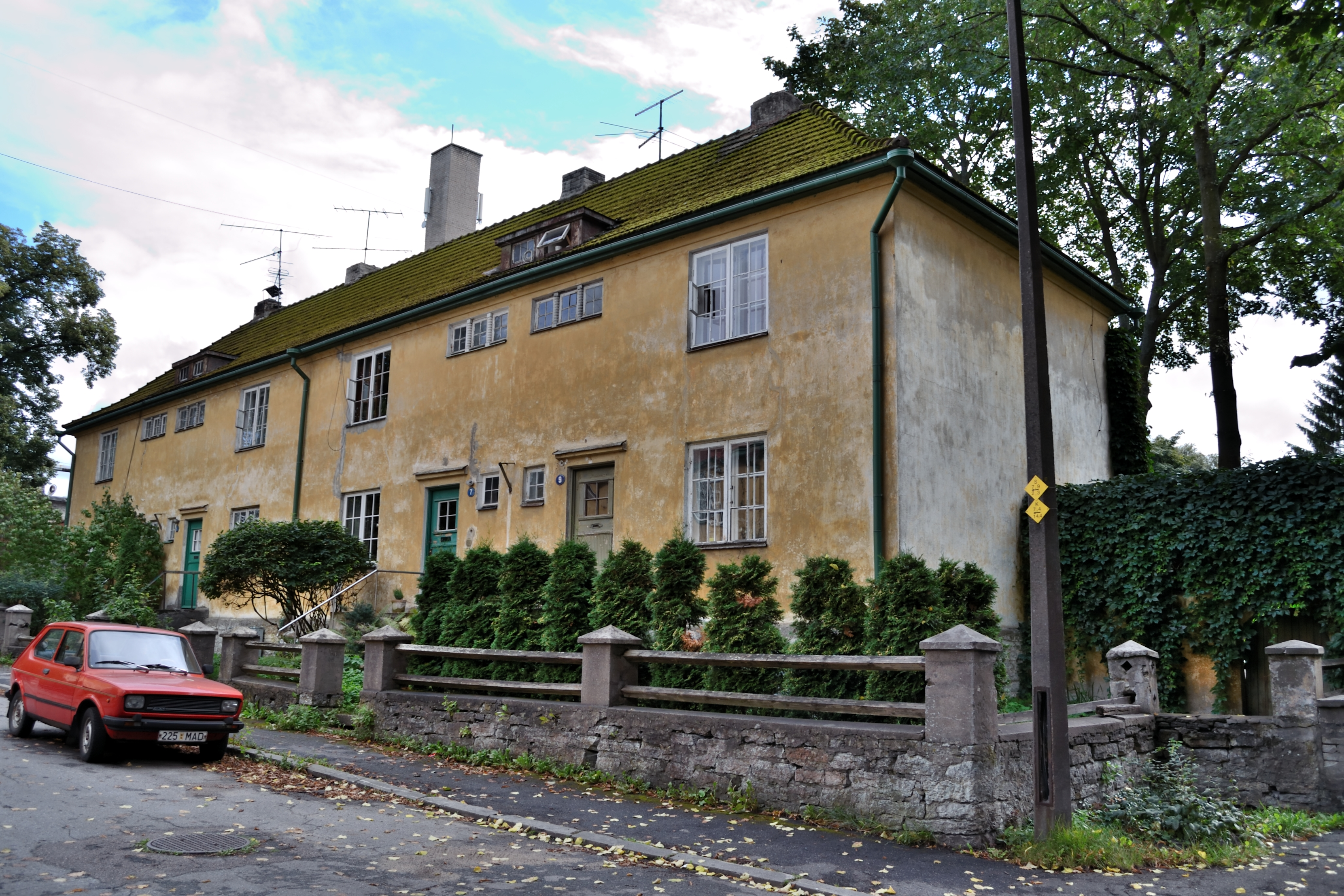
Kolde puiestee 3, 5, 7, 9 (1923)
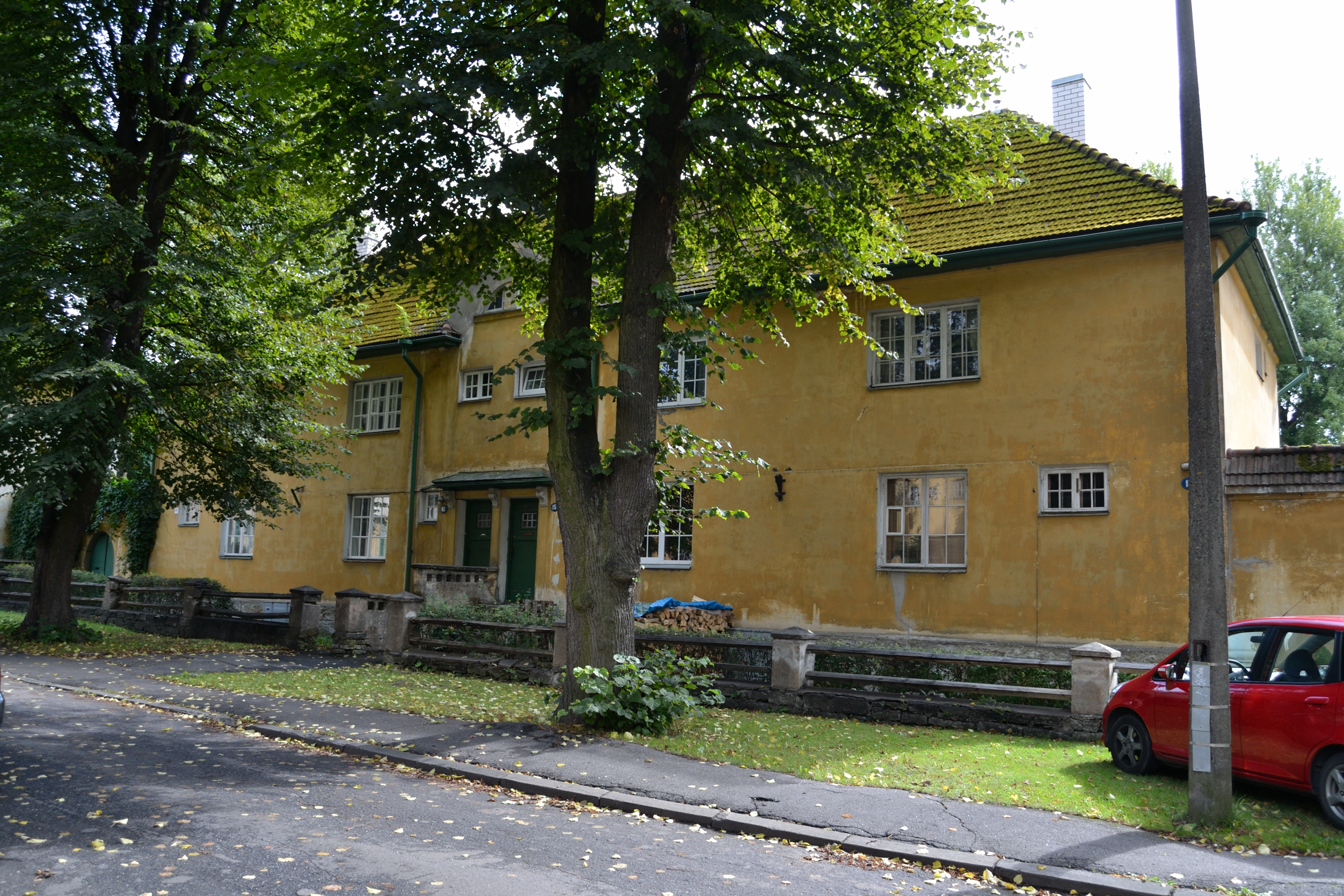
Kolde puiestee 11, 13, 15, 17
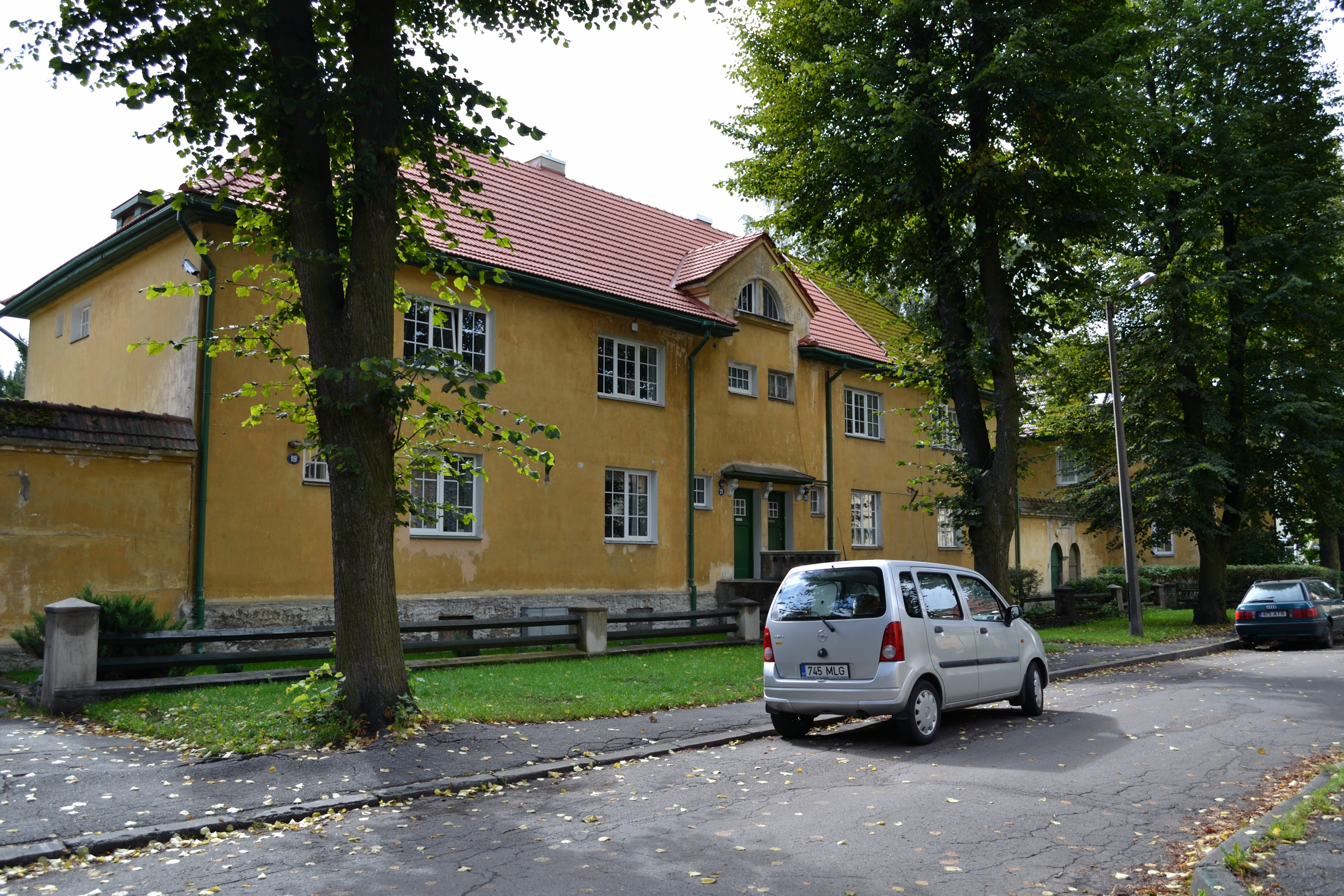
Kolde puiestee 19, 21, 23, 25 (1925)
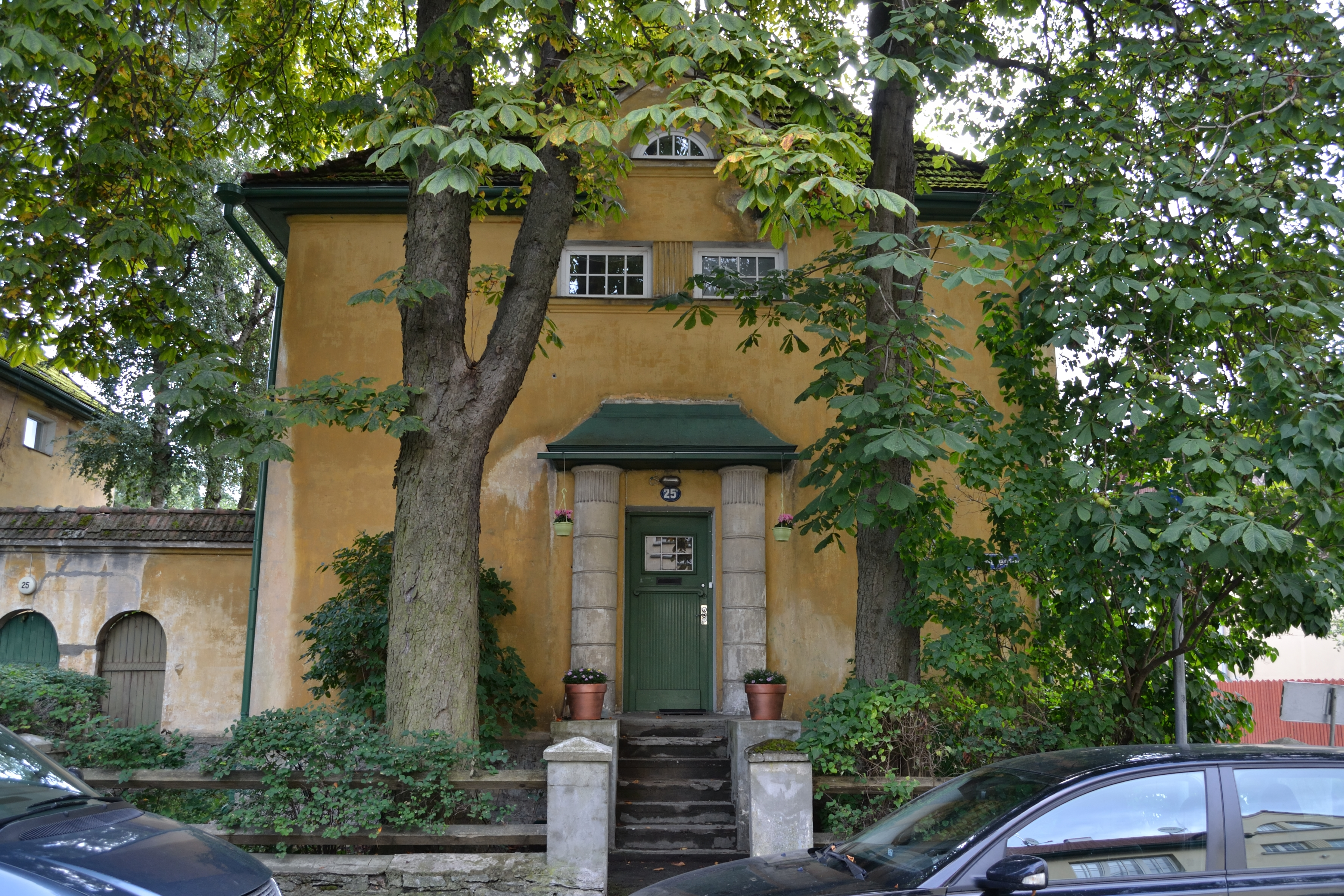
Kolde puiestee 25a (1925)
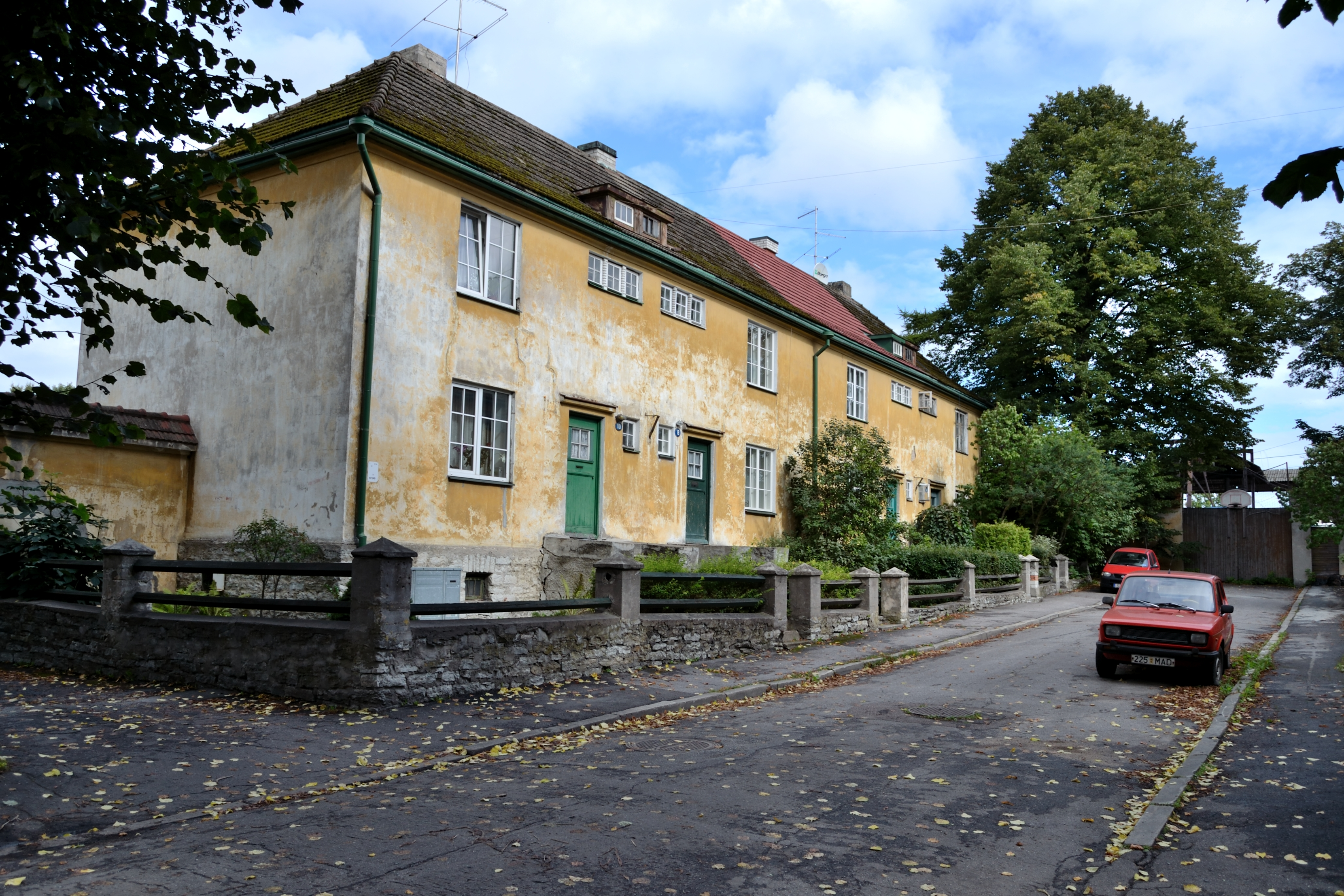
Kolde puiestee 4, 6, 8, 10 (1923)
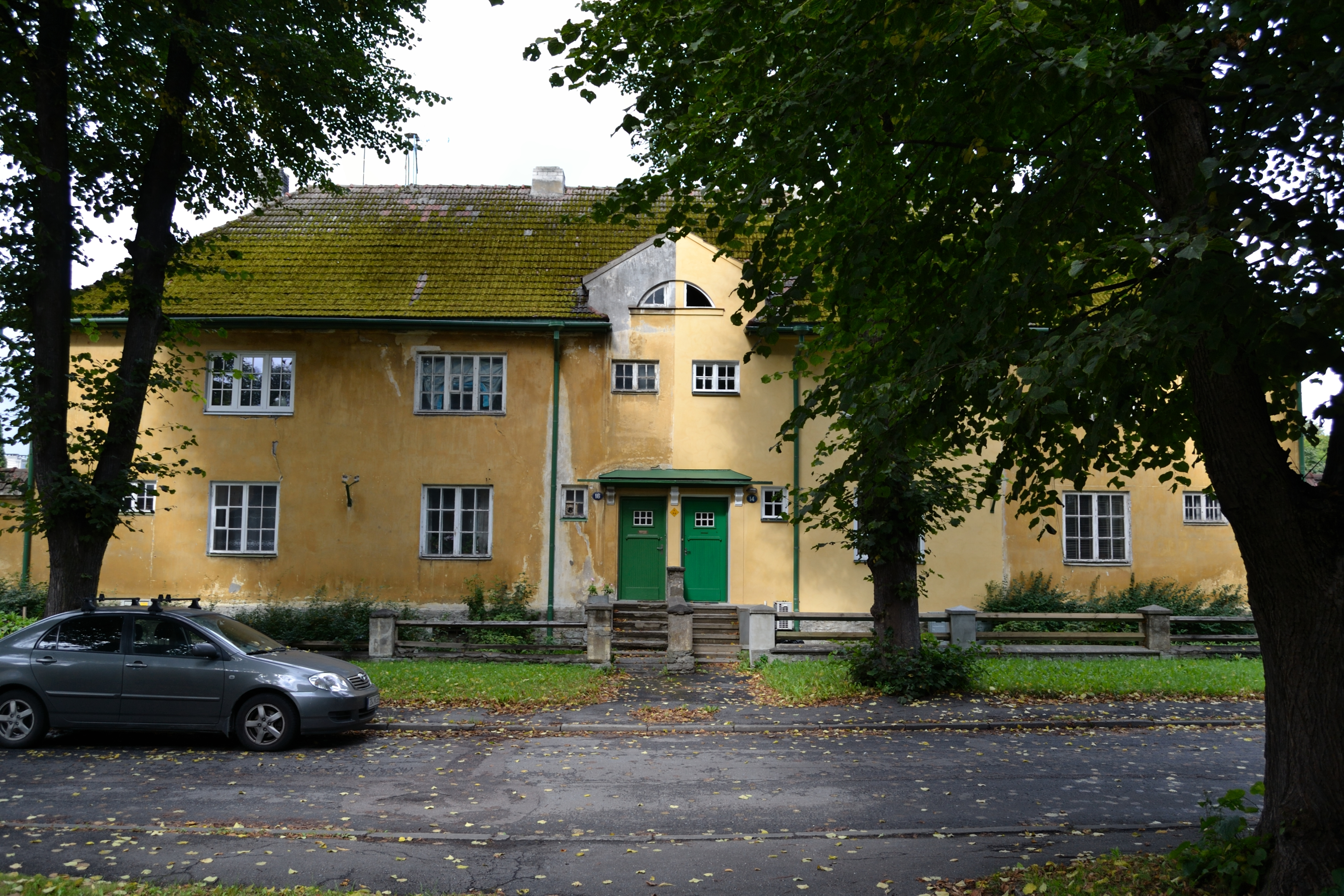
Kolde puiestee 12, 14, 16, 18 (1924)

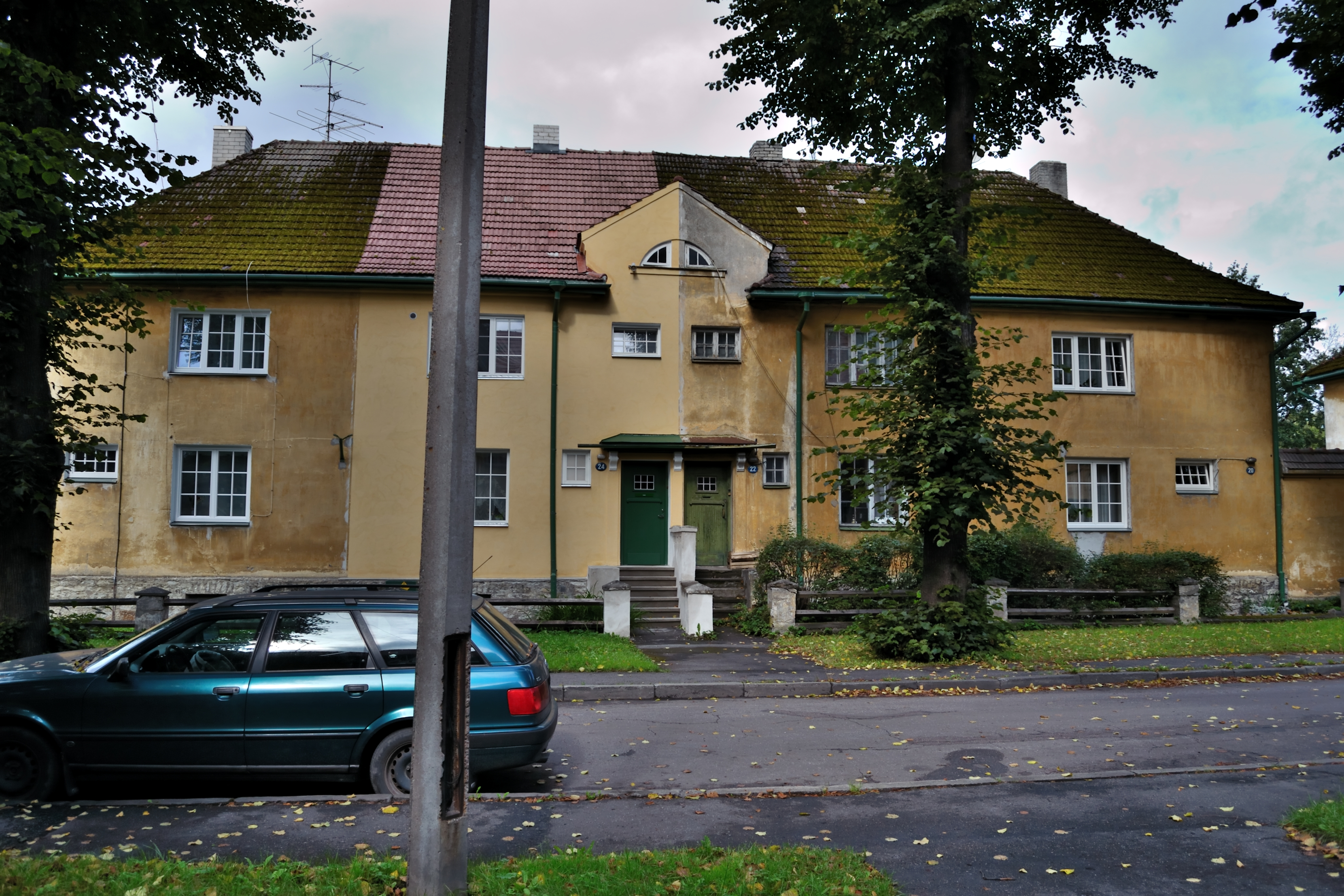
Kolde puiestee 20, 22, 24, 26 (1925)
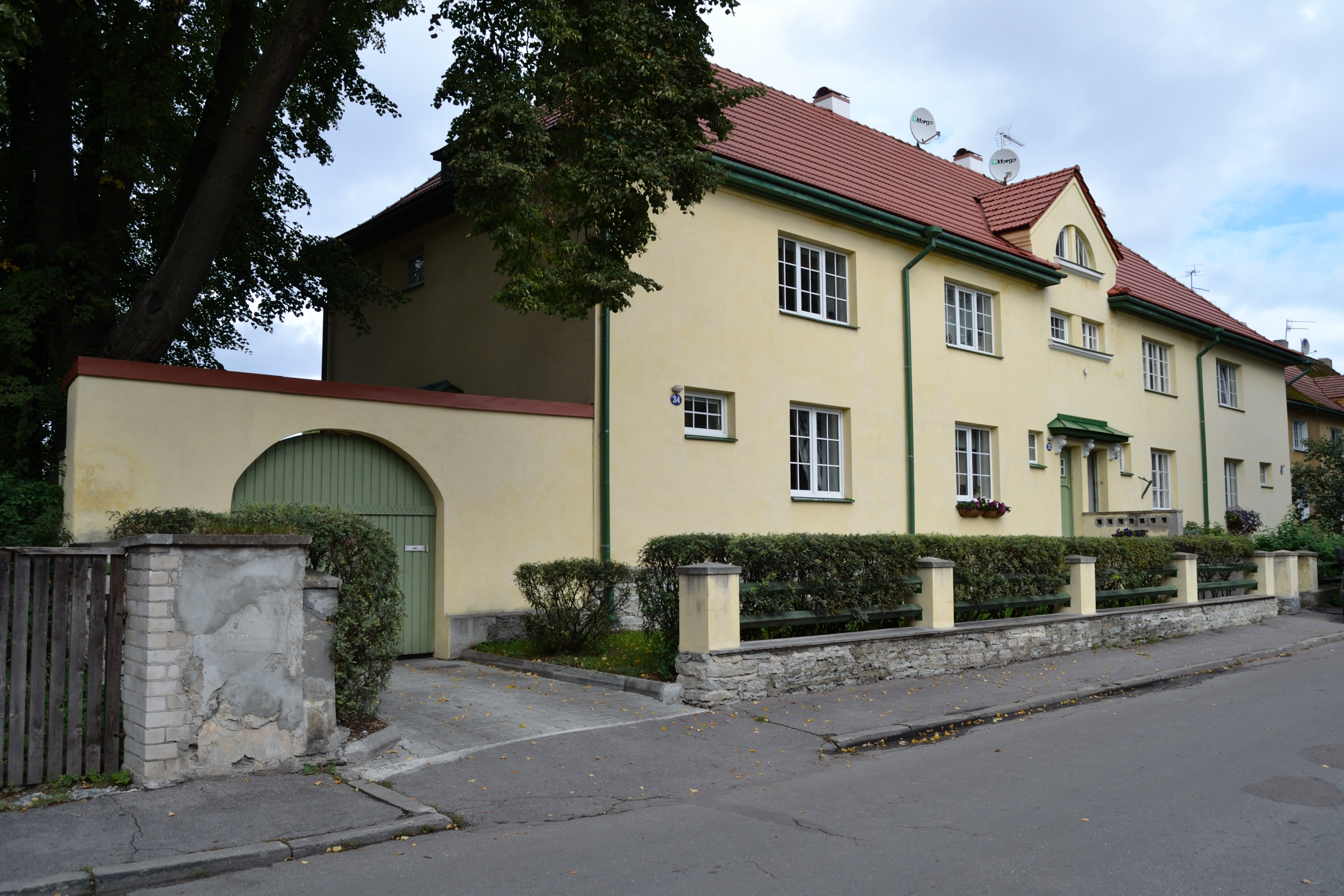
Kolde puiestee 28, 30, 32, 34 (1925)
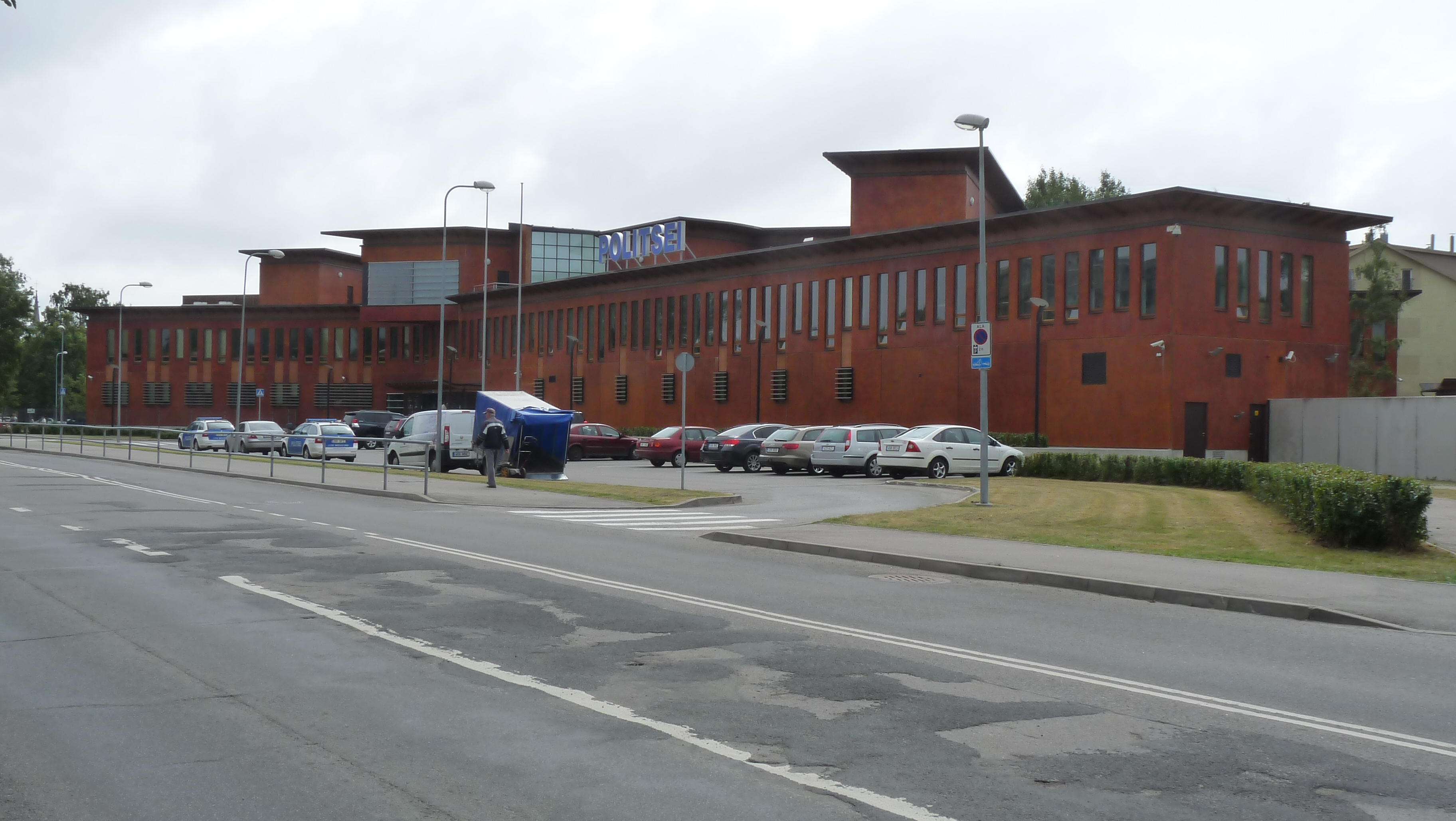
Kolde pst 65
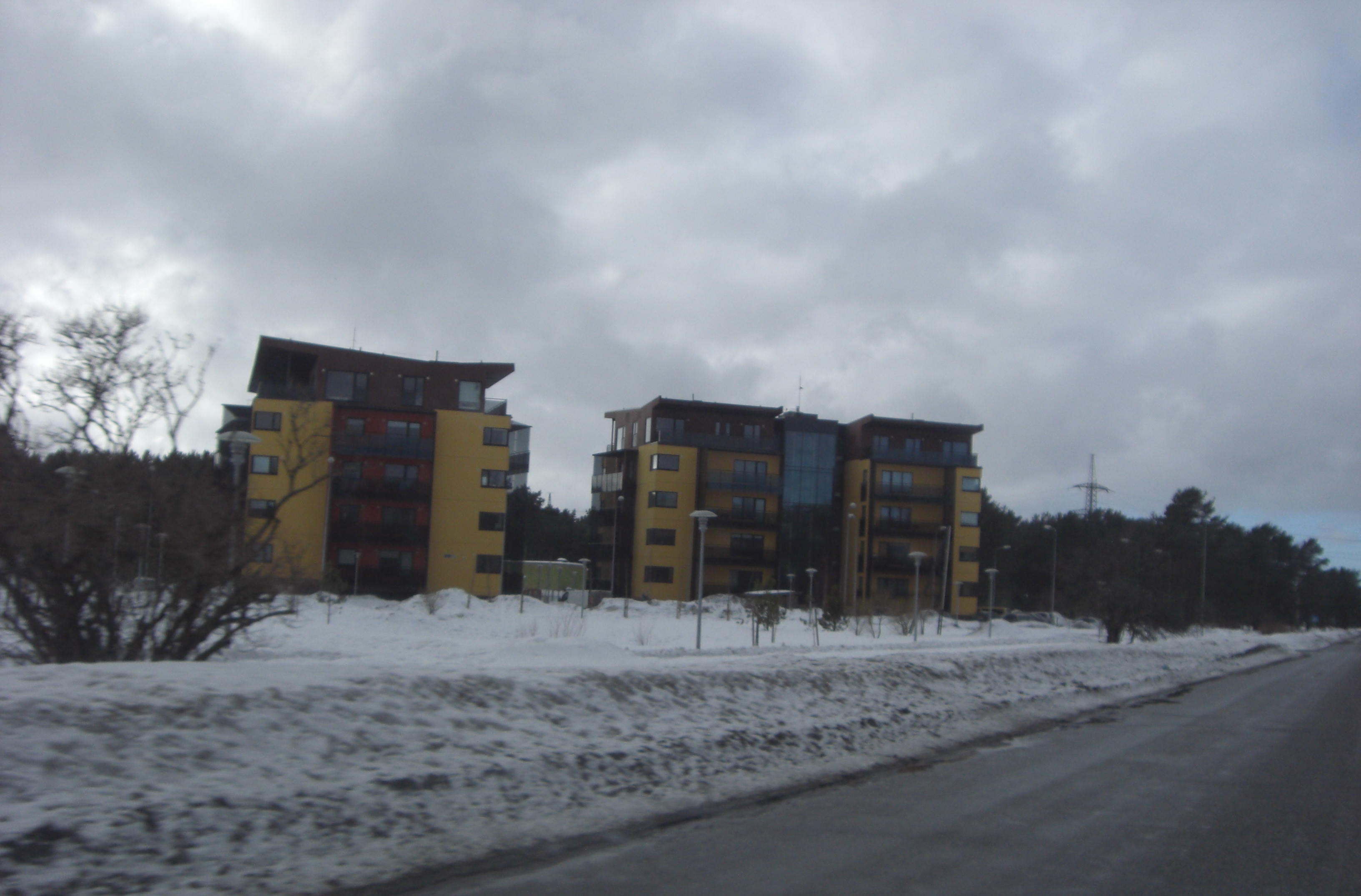
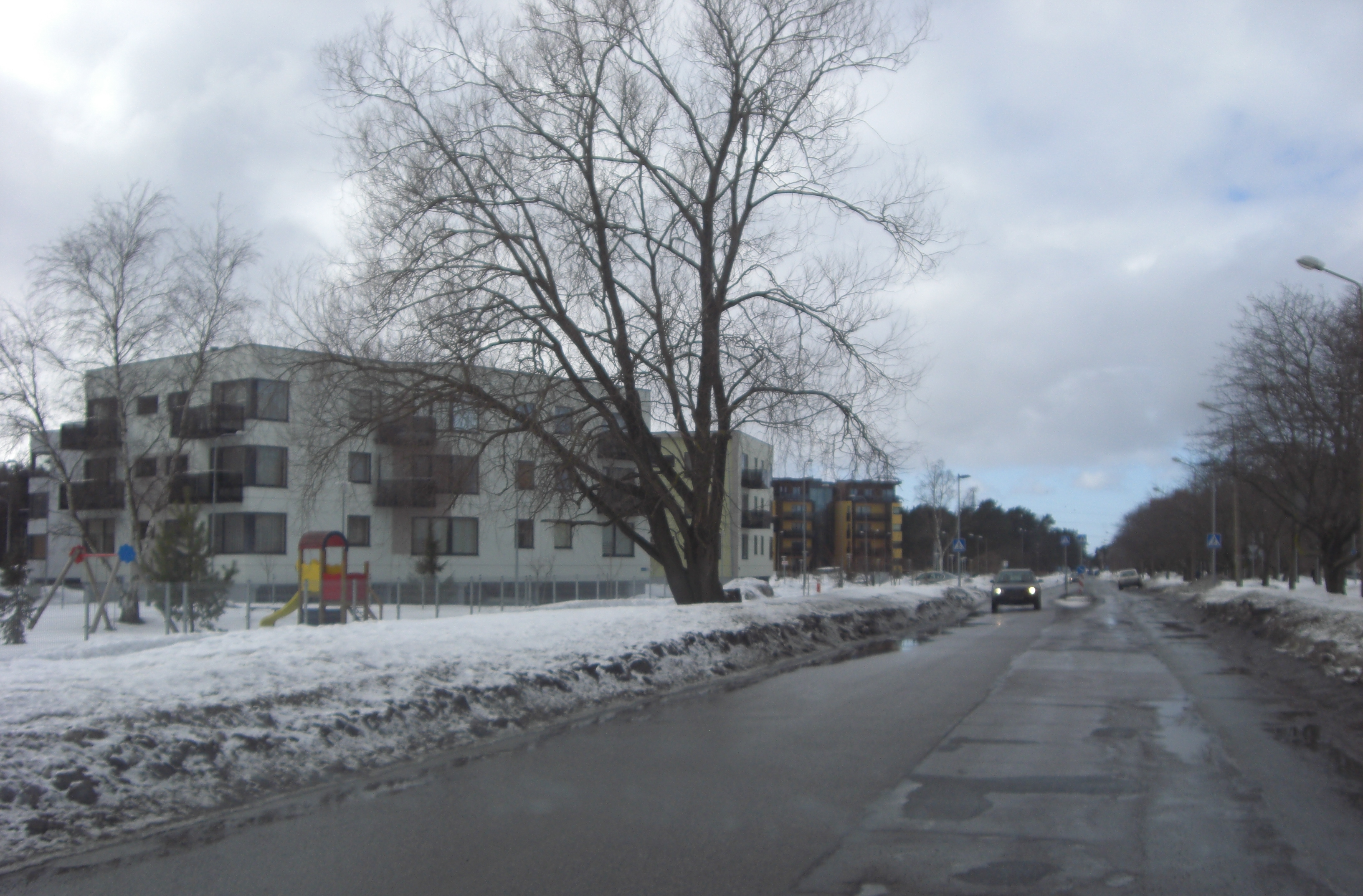
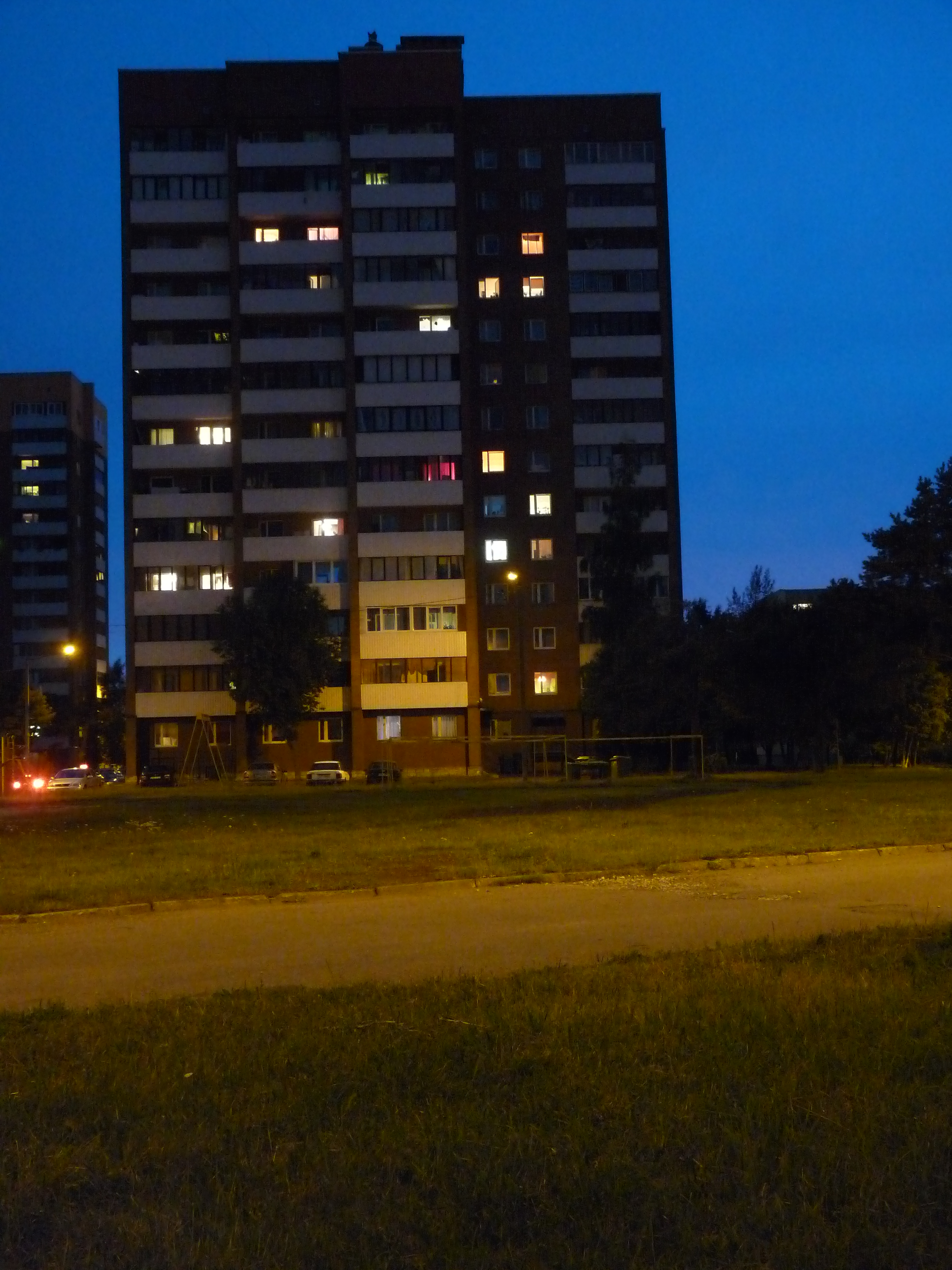
Kolde puiestee 100